# Hinterberg, Žrelec
Hinterberg je naselje v Občini Žrelec v Okraju Celovec-dežela na Koroškem v Avstriji.